# 5731 (ano hebraico)
5731 (hebraico: ה'תשל"א) foi um ano hebraico correspondente ao período após o pôr do sol de 30 de setembro de 1970 até ao pôr do sol de 19 de setembro de 1971 do calendário gregoriano.
| Mês judaico | Calendário gregoriano                                                                   |
| ----------- | --------------------------------------------------------------------------------------- |
| Tishrei     | após o pôr do sol de 30 de setembro de 1970 até ao pôr do sol de 30 de outubro de 1970  |
| Cheshvan    | após o pôr do sol de 30 de outubro de 1970 até ao pôr do sol de 28 de novembro de 1970  |
| Kislev      | após o pôr do sol de 28 de novembro de 1970 até ao pôr do sol de 28 de dezembro de 1970 |
| Tevet       | após o pôr do sol de 28 de dezembro de 1970 até ao pôr do sol de 26 de janeiro de 1971  |
| Shevat      | após o pôr do sol de 26 de janeiro de 1971 até ao pôr do sol de 25 de fevereiro de 1971 |
| Adar        | após o pôr do sol de 25 de fevereiro de 1971 até ao pôr do sol de 26 de março de 1971   |
| Nissan      | após o pôr do sol de 26 de março de 1971 até ao pôr do sol de 25 de abril de 1971       |
| Iyyar       | após o pôr do sol de 25 de abril de 1971 até ao pôr do sol de 24 de maio de 1971        |
| Sivan       | após o pôr do sol de 24 de maio de 1971 até ao pôr do sol de 23 de junho de 1971        |
| Tammuz      | após o pôr do sol de 23 de junho de 1971 até ao pôr do sol de 22 de julho de 1971       |
| Av          | após o pôr do sol de 22 de julho de 1971 até ao pôr do sol de 21 de agosto de 1971      |
| Elul        | após o pôr do sol de 21 de agosto de 1971 até ao pôr do sol de 19 de setembro de 1971   |

## Dados sobre 5731
- Ano comum regular (kesidrah): 354 dias
- Cheshvan com 29 dias e Kislev com 30 dias
- Ciclo solar: 19º ano do 205º ciclo
- Ciclo lunar: 12º ano do 302º ciclo
- Ciclo Shmita: 5º ano
- Ma'aser Sheni (dízimo para Jerusalém)

## Fatos históricos
- 1901º ano da destruição do Segundo Templo
- 23º ano do estabelecimento do Estado de Israel
- 4º ano da libertação de Jerusalém